# Gijs van Hoogevest
Gijsbertus (Gijs) van Hoogevest (Amersfoort, 24 maart 1887 - Ermelo, 21 september 1968) was een Nederlands architect. 

## Levensloop
Hij was de zoon van een timmerman, Teus van Hoogevest, en volgde een bouwkundige opleiding aan de Quellinusschool van Pierre Cuypers in Amsterdam. Na het voltooien hiervan in 1909 begon hij zijn praktijk als bouwopzichter en architect in Amersfoort.
In 1952, het jaar dat hij 65 werd, heeft zijn zoon Teunis (Teus) van Hoogevest (1915-2005) de leiding van het architectenbureau overgenomen en later diens zoon Gijsbert (1951). Tegenwoordig werken daarin ook andere architecten. Een constante factor is dat de Hoogevesten veel kerken hebben ontworpen en meegewerkt hebben aan de restauratie van monumentale historische gebouwen.
Gijs van Hoogevest heeft aanvankelijk woonhuizen ontworpen in Amersfoort en omgeving, later ook andere soorten gebouwen en in verschillende delen van Nederland. In latere jaren ontwierp hij vooral protestantse kerken. Bekende gebouwen van hem zijn de Julianakerk (Transvaal) in Den Haag (1926) de Appèlkerk in Amersfoort (1927).  Van verscheidene gebouwen uit de tijd dat hij en zijn zoon Teus actief waren is het niet duidelijk of ze door de een of de ander of door beide samen zijn ontworpen.

## Galerie

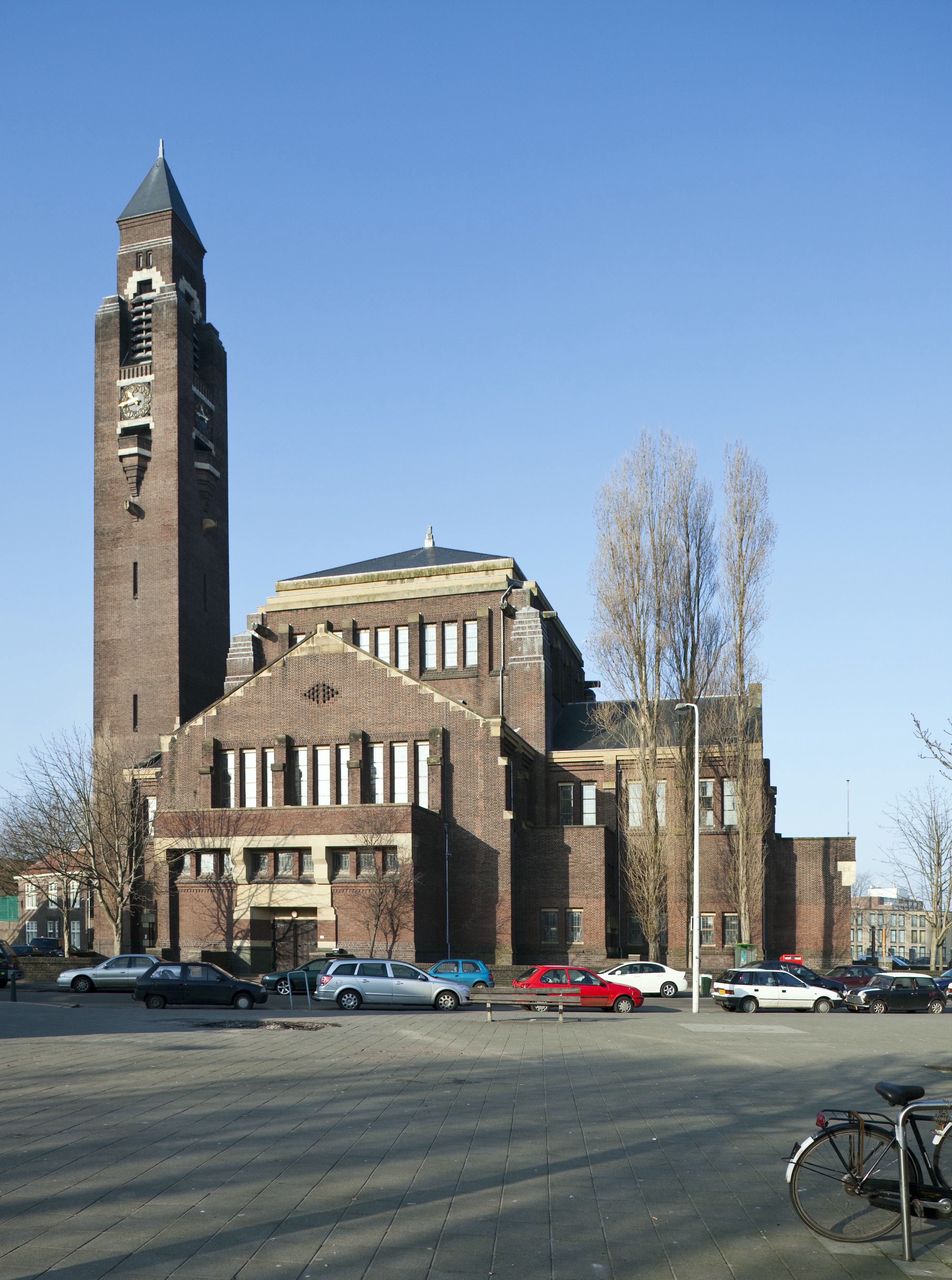
Julianakerk (Den Haag, centrum)

- International Standard Name Identifier: 0000 0000 7946 9725
- Library of Congress Control Number: nb2010013378
- RKD-Nederlands Instituut voor Kunstgeschiedenis: 88687
- Virtual International Authority File: 121129367